# 7304-es mellékút (Magyarország)
A 7304-es számú mellékút egy négy számjegyű mellékút Veszprém vármegye déli részén, Balatonfüred városközpontját köti össze a 77-es főút térségével.

## Nyomvonala
A 7303-as útból ágazik ki, annak 1+350-es kilométerszelvényénél, Balatonfüred központjában, Kossuth Lajos utca néven, nyugat felé. A városi református templom elhagyása után már Siska utca, majd Vázsonyi utca néven húzódik, 1,4 kilométer után pedig kilép a város házai közül. A 2+750-es kilométerszelvényénél lép be Balatonszőlős területére, a község első házait 3,6 kilométer után éri el, de ott még – úgy tűnik – nincs neve. 3,9 kilométer után beletorkollik a 7338-as út, bő 17 kilométer megtétele után; az is, és a 7304-es út folytatása is a Fő utca nevet viseli.
4,3 kilométer megtétele előtt elhagyja a község legészakibb házait is, majd a hetedik kilométerénél eléri Balatonszőlős, Hidegkút és Tótvázsony hármashatárát, innentől tótvázsonyi területen fut. 8,9 kilométer után egy alsóbbrendű út ágazik le belőle dél felé, a Cseri-kastély irányába. 9,2 kilométer után eléri Tótvázsony legdélebbi házait, itt a Magyar utca nevet veszi fel, 9,7 kilométer után kiágazik belőle északkelet felé a 2 kilométer hosszú, és a 73 107-es útig tartó 73 108-as út (Kút utca, Kereszt utca, majd Iskola utca néven, Hidegkút felé), majd beletorkollik a 7307-es útba, amely itt 12,6 kilométer megtételénél tart.
Teljes hossza, az országos közutak térképes nyilvántartását szolgáló kira.gov.hu adatbázisa szerint 9,992 kilométer.

## Története
Egy 7,884 kilométeres szakaszát (az 1+590 és a 9+474 kilométerszelvények között) 2019 második felében újítják fel, a Magyar Falu Program útjavítási pályázatának I. ütemében, Balatonszőlős és Tótvázsony települések területén.